# Mike Silliman
Michael Barnwell "Mike" Silliman (Louisville, 5 mei 1944 – Louisville, 16 juni 2000) was een Amerikaans basketballer. Hij won met het Amerikaans basketbalteam de gouden medaille op de Olympische Zomerspelen 1968. Hij speelde ook voor het nationale team tijdens het Wereldkampioenschap basketbal in 1967 en 1970.

## Carrière
Silliman speelde voor het team van de United States Military Academy, de Army Black Knights van 1962 tot 1966 in zowel basketbal als honkbal. Hij onderging in februari 1966 een knieoperatie. Hij werd in mei 1966 als 69e gekozen in de NBA draft door de New York Knicks. Terwijl hij in het leger zat speelde hij voor de US Armed Forces All-Stars. In maart 1967 ging hij spelen voor de USAF All-Stars in het AAU-toernooi van dat jaar. In april 1967 nam hij deel aan het toernooi op de voorlopige ploeg te bepalen voor het Pan-Amerikaans kampioenschap waar ze speelden tegen een team van de AAU, NAIA en NCAA.
Hij werd ook geselecteerd voor trainingen voor de nationale ploeg voor het wereldkampioenschap. Eind april speelde hij op een toernooi van de Internationale Militaire Sportraad. Eind mei en begin juni 1967 speelde hij op het wereldkampioenschap maar word pas vierde met de Amerikaanse ploeg. In juli 1967 begonnen dan weer de voorbereidingen voor het Pan-Amerikaanse kampioenschap onder coach Hal Fischer en assistent John Kundla. Hij won met de Amerikaanse ploeg de gouden medaille.
In maart 1968 won hij met de Army-ploeg de Interservice Basketball Tournament tegen Navy en Air Force. Eind maart won Clawson voor de tweede keer het AAU-kampioenschap, ze versloegen in de finale Vaughn Realty. Hij nam vervolgens in april 1968 deel aan een toernooi met de USAF All-Stars om te bepalen wie Amerika mocht vertegenwoordigen op de Olympische Zomerspelen van dat jaar in Mexico. Hierna werd hij geselecteerd voor de nationale ploeg. In mei 1968 speelde hij tijdens een Europese tour wedstrijden tegen Italiaanse ploegen. Nadien volgde een serie van oefenwedstrijden met de nationale ploegen tegen Joegoslavië en de Sovjet-Unie in juni 1968. Nadien volgde ook nog twee wedstrijden tegen Finland en drie wedstrijden tegen Amerikaanse profploegen. Tijdens de Olympische Spelen speelde hij 9 wedstrijden, inclusief de finale tegen Joegoslavië. Gedurende deze wedstrijden scoorde hij 81 punten. Hij was kapitein van de ploeg.
In maart 1969 speelde hij eerst in het Interservice Basketball Tournament tegen Navy en Air Force. Nadien werd hij geselecteerd voor de USAF All-Stars en won met hen voor een tweede keer het AAU-toernooi. Hij nam in juli 1969 voor een tweede keer deel aan een toernooi van de Internationale Militaire Sportraad, ze wonnen opnieuw de titel. Nadien volgde een tour doorheen Zuid-Amerika waar er gewonnen werd van verschillende nationale ploegen. Hij won voor een derde keer het AAU-toernooi in begin april 1970. In mei 1970 nam hij deel met de nationale ploeg aan het Wereldkampioenschap waar ze vijfde werden.
In juni 1970 werd hij geruild naar de Buffalo Braves samen met Nate Bowman voor een optie op toekomstige draftkeuzes. In augustus 1970 onderging hij een operatie aan zijn voet. Hij keerde midden november 1970 terug bij de ploeg. Aan het einde van het seizoen begon hij te werken voor een verzekeringskantoor en stopte met profbasketbal ondanks een contract voor nog twee seizoenen.
Na zijn carrière als speler was hij werkzaam als hypotheekmakelaar.

## Erelijst
- AAU-kampioen: 1968, 1969, 1970
- Pan-Amerikaans kampioenschap: 1967
- AAU All American Team: 1968[36]
- Olympische Spelen 1968
- WHAS Sportmen of The Year: 1968[23]
- Nummer 20 teruggetrokken door de Army Black Knights

## Statistieken

### Regulier seizoen
| Seizoen  | Team           | WG | WS | MPW  | 2P%  | 3P% | FW%  | RPW | APW | PPW |
| -------- | -------------- | -- | -- | ---- | ---- | --- | ---- | --- | --- | --- |
| 1970/71  | Buffalo Braves | 36 | 0  | 10,2 | 45,6 | -   | 48,7 | 1,7 | 0,6 | 2,5 |
| Carrière | Carrière       | 36 | 0  | 10,2 | 45,6 | -   | 48,7 | 1,7 | 0,6 | 2,5 |

4 John Clawson · 
5 Ken Spain · 
6 Jo Jo White · 
7 Mike Barrett · 
8 Spencer Haywood · 
9 Charlie Scott · 
10 Bill Hosket · 
11 Calvin Fowler · 
12 Mike Silliman · 
13 Glynn Saulters · 
14 Jim King · 
15 Don Dee · 
Coach Hank Iba